# Javier Gutiérrez Salmerón
Javier Gutiérrez Salmerón (El Ejido, Almería, 9 de enero de 1990), más conocido como Javilillo, es un futbolista español. Juega de extremo derecho.

## Trayectoria
Nacido en El Ejido, Almería, Javilillo empezó su carrera en las categorías inferiores del Club Polideportivo Ejido. Debuta con el filial celeste en la temporada 2007-2008, en la Tercera División de España. 
En la temporada 2010-2011 regresa del Berja C.F. para jugar con el primer equipo del Poli Ejido, en Segunda División B. 
En la temporada 2011-2012 parte de tierras almerienses hacia el otro extremo de Andalucía, para jugar en la Balompédica Linense de la Segunda División B, jugando los Play Off de ascenso a Segunda División.
En la temporada 2012-2013 comienza en Loja CD, aunque más tarde en el mercado de invierno será fichado por el Lucena CF haciendo una impresionante segunda vuelta que los coloca de nuevo en los Play Off de ascenso a Segunda División.
Tras varias temporadas en el fútbol profesional, en la temporada 2013-2014 firmó por el Club Deportivo El Ejido 2012 de la Primera División de Andalucía, club con el que acabaría marcando 15 goles y ascendiendo a la Tercera División de España.
El 10 de julio de 2015, Javilillo renueva con el Club Deportivo El Ejido 2012 por una temporada más.
En verano de 2020 se confirmó su fichaje por el Xerez Deportivo Fútbol Club.

## Estadísticas

### Clubes
| Club                        | País   | Año         |
| --------------------------- | ------ | ----------- |
| Poli Ejido "B"              | España | 2007 - 2009 |
| Berja C.F.                  | España | 2009 - 2010 |
| Poli Ejido                  | España | 2010 - 2011 |
| Balompédica Linense         | España | 2011 - 2012 |
| Loja CD                     | España | 2012        |
| Lucena CD                   | España | 2013        |
| CD El Ejido 2012            | España | 2013 - 2019 |
| Real Jaén                   | España | 2019 - 2020 |
| Xerez Deportivo Fútbol Club | España | 2020 - 2022 |